# Revolt (film, 2017)
Pour les articles homonymes, voir Revolt.
Pour plus de détails, voir Fiche technique et Distribution.
Revolt est un film de science-fiction post-apocalyptique britannique réalisé par Joe Miale, sorti en 2017.

## Synopsis
L'action se passe en Afrique au Kenya avec un agent américain et une infirmière française qui se réveillent en prison. La Terre est dévastée par des machines extraterrestres qui détruisent les villes et les infrastructures (électricité, réseaux de communication..) et bombardent les humains au moyen de puissants rayons destructeurs. 

## Fiche technique
- Titre original et français : Revolt
- Réalisation : Joe Miale
- Scénario : Joe Miale et Rowan Athale
- Photographie : Karl Walter Lindenlaub
- Musique : Bear McCreary
- Montage : Evan Schiff et Vincent Tabaillon
- Production : Rory Aitken, Nicolas Chartier, Zev Foreman, James Harris, Brian Kavanaugh-Jones et Ben Pugh
- Pays d'origine :  Royaume-Uni
- Langues originales : anglais et kikuyu
- Genre : science-fiction
- Format : couleurs - 2,35:1
- Durée : 97 minutes
- Dates de sortie :
  - États-Unis : 17 novembre 2017
  - France : 6 décembre 2017 (VOD)

## Distribution
- Lee Pace (VF : Alexandre Coadour) : Bo
- Bérénice Marlohe (VF : Pauline de Meurville) : Nadia
- Jason Flemyng (VF : Jean-Christophe Lecomte) : Stander
- Leroy Gopal : Jeandre
- Tom Fairfoot (VF : Jean-Pierre Leblan) : Lieutenant Smalls
- Sibulele Gcilitshana (VF : Judith Mestre) : Kara
- Wandile Molebatsi (VF : Charles Mendiant) : Roderick
- Sekoati Sk Tsubane (VF : Yann Pichon) : Juma
- Béthel Dubé (VF : Marylin Josselin) : Fillette

Version Française : Carton de doublage. Direction Artistique : Jean-Pierre Leblan. Studio : Les Studios de St Maur.